# Miami Heat 2004-2005
La stagione 2004-05 dei Miami Heat fu la 17ª nella NBA per la franchigia.
I Miami Heat vinsero la Southeast Division della Eastern Conference con un record di 59-23. Nei play-off vinsero il primo turno con i New Jersey Nets (4-0), la semifinale di conference con i Washington Wizards (4-0), perdendo poi la finale di conference con i Detroit Pistons (4-3).

## Risultati
| Squadra           | V  | P  | PCT. | GB |
| ----------------- | -- | -- | ---- | -- |
| Miami Heat        | 59 | 23 | 72,0 | -  |
| Wash. Wizards     | 45 | 37 | 54,9 | 14 |
| Orlando Magic     | 36 | 46 | 43,9 | 23 |
| Charlotte Bobcats | 18 | 64 | 22,0 | 41 |
| Atlanta Hawks     | 13 | 69 | 15,9 | 46 |

## Roster
| N° | Naz.                   | Ruolo | Sportivo           | Anno | Alt. | Peso \|\| |
| -- | ---------------------- | ----- | ------------------ | ---- | ---- | --------- |
| 1  | Stati Uniti (bandiera) | GA    | Dorell Wright      | 1985 | 201  | 91        |
| 3  | Stati Uniti (bandiera) | G     | Dwyane Wade        | 1982 | 193  | 96        |
| 5  | Stati Uniti (bandiera) | G     | Keyon Dooling      | 1980 | 191  | 89        |
| 6  | Stati Uniti (bandiera) | GA    | Eddie Jones        | 1971 | 198  | 86        |
| 7  | Stati Uniti (bandiera) | G     | Wesley Person      | 1971 | 198  | 88        |
| 8  | Stati Uniti (bandiera) | G     | Steve Smith        | 1969 | 201  | 91        |
| 15 | Cina (bandiera)        | C     | Wang Zhizhi        | 1977 | 213  | 116       |
| 19 | Stati Uniti (bandiera) | G     | Damon Jones        | 1976 | 191  | 84        |
| 24 | Stati Uniti (bandiera) | A     | Qyntel Woods       | 1981 | 203  | 100       |
| 32 | Stati Uniti (bandiera) | C     | Shaquille O'Neal   | 1972 | 216  | 147       |
| 33 | Stati Uniti (bandiera) | C     | Alonzo Mourning    | 1970 | 208  | 109       |
| 35 | Stati Uniti (bandiera) | A     | Malik Allen        | 1978 | 208  | 116       |
| 40 | Stati Uniti (bandiera) | A     | Udonis Haslem      | 1980 | 203  | 104       |
| 44 | Stati Uniti (bandiera) | A     | Christian Laettner | 1969 | 211  | 107       |
| 45 | Stati Uniti (bandiera) | GA    | Rasual Butler      | 1979 | 201  | 93        |
| 49 | Stati Uniti (bandiera) | GA    | Shandon Anderson   | 1973 | 198  | 94        |
| 51 | Stati Uniti (bandiera) | C     | Michael Doleac     | 1977 | 211  | 119       |

## Staff tecnico
- Allenatore: Stan Van Gundy
- Vice-allenatori: Ron Rothstein, Bob McAdoo, Erik Spoelstra, Bimbo Coles, Keith Askins
- Preparatore fisico: Bill Foran